# Karl Bühler
Karl Bühler (Meckesheim, 27 maggio 1879 – Los Angeles, 24 ottobre 1963) è stato uno psicologo tedesco.
Sotto la guida di Külpe studiò alla scuola di Würzburg, in Germania e nel 1938 insegnò all'Università di Vienna. A causa delle persecuzioni razziali contro la moglie Charlotte Bühler, che era di origine ebraica, dovette fuggire e stabilirsi negli Stati Uniti. I suoi contributi verteranno sulla Gestalt, sullo sviluppo mentale, studiato come orientamento gestaltista ed evoluzionista. Ma il suo contributo che lo rese celebre fu lo studio del linguaggio, ed in particolare della semiotica, che lo porterà a formulare l'ipotesi del modello strumentale: il linguaggio è visto come uno strumento dotato di espressione, rappresentazione e appello.

## Traduzioni italiane
- Teoria dell'espressione: il sistema alla luce della storia, presentazione di Albert Wellek, Roma, Armando, 1978.
- La Crisi della psicologia, Roma, Armando, 1978.
- L'assiomatica delle scienze del linguaggio, introduzione e commento di Elisabeth Ströker, Roma, Armando, 1979.
- Lo sviluppo mentale del bambino: compendio, con la collaborazione di Lotte Schenk-Danzinger, Roma, Armando, 1979.
- Il principio della 'Gestalt' nella vita dell'uomo e degli animali, Roma, Armando, 1980.
- La psicologia alla ricerca dell'uomo, Roma, Armando, 1983.
- Teoria del linguaggio: La funzione rappresentativa del linguaggio, Roma, Armando, 1983.